# WD 0821-669
WD 0821-669 is een witte dwerg met een spectraalklasse van DA10.0. De ster bevindt zich 34,82 lichtjaar van de zon.